# Pedrezuela
Pedrezuela – miasto w Hiszpanii we wspólnocie autonomicznej Madryt, leżące na północ od Madrytu nad rzeką Guadalix. W gminie znaleziono dowody na populację z okresu neolitu i brązu.

## Atrakcje turystyczne
- Kościół parafialny San Miguel wybudowany w stylu gotyckim z XVI wieku
- Kamienne budowle i domy kryte słomą